# Wellenabsorption
Wellenabsorption bedeutet bei Wasserwellen das Verschlucken eines Teils ihrer Energie an einem Bauwerk (Wellenbrecher, Ufermauer, Böschungsdeckwerk) und damit Schwächung ihrer Intensität beim Durchgang oder Überqueren einer Bauwerksstruktur bzw. beim Auftreffen auf die Bauwerksoberfläche.  Die Energie des absorbierten Anteils wird dabei in Turbulenz und Wärme umgewandelt. 
Da die Energie {\displaystyle E_{i}} einer anlaufenden monochromatischen Welle dem Wellenhöhenquadrat {\displaystyle H_{i}^{2}} proportional ist, kann der Anteil der Wellenabsorption ebenfalls in Form eines Höhenquadrats {\displaystyle H_{a}^{2}} aus der nachfolgenden Bilanzgleichung angegeben werden:
{\displaystyle H_{i}^{2}=H_{t}^{2}+H_{r}^{2}+H_{a}^{2}}
Darin bedeuten 
- {\displaystyle H_{i}} = Höhe der anlaufenden Wellen
- {\displaystyle H_{t}} = Höhe der durch das Bauwerk fortgeleiteten (transmittierten) Wellen
- {\displaystyle H_{r}} = Höhe der am Bauwerk reflektierten Wellen
- {\displaystyle H_{a}} = die der Wellenabsoption äquivalente Höhe.

Die Wellenabsorption ist zu unterscheiden von der Resonanzabsorption bei der Wechselwirkung von Windwellen mit partiell stehenden Wellen in einer Beckenformation.